# Волчок (одяг)
Волчок ( рос. ВОЛЧОК) - російський виробник вуличного одягу. 

## Історія
Бренд "Волчок" був створений у 2014 році Василем Волчок-Русаковичем, який раніше працював на 2x2 та займався радянським вінтажним одягом через інтернет-магазин .  Першим досягненням   Волчок-Русаковича стало виготовлення 200 чорних футболок з принтом "Юність", що зробило бренд популярним серед місцевих жителів.  Величезна увага ЗМІ привернула Волчок у жовтні 2016 року, коли колишня головна редакторка L'Officiel Russia Евеліна Хромченко та редактор моди Vogue Russia Ольга Дуніна носили чорні футболки "Юність" на коктейльній вечірці в галереї Лафайєт .  

## Дизайн
Volchok створює футболки, толстовки, штани, шкарпетки, плащі, пальто та інший одяг для чоловіків і жінок, тоді як більшість моделей підпадають під унісекс .   Одяг (в основному) виготовляється місцево в Росії, тому він залишається доступним для постійних клієнтів.  За словами Волчка-Русаковича, його компанія також є соціальною платформою для молоді, оскільки простий дизайн з лаконічною чорно-білою палітрою кольорів призначений для того, щоб бути носієм повідомлень, що передаються за допомогою друку та гасел.  Найвідоміші дизайни Волчка засновані на кириличних гаслах, таких як "Вера" ("Надія"), "Юность" (Молодь) або "Моя оборона" ("Мій захист"), "Ні царі, ні боги".   Однак деякі колекції ввели більш складне графічне оформлення. На 11-му шоу Faces & Laces у Москві в серпні 2017 року Волчок представив колекцію, названу на честь ігрової серії Final Fantasy, яка включала малюнки, зроблені в традиціях японської анімації . Колекція Volchok FW 2018—19, представлена на московському шоу Futurum в Музеї Москви в останній день Mercedes-Benz Fashion Week Russia в березні 2018 року, містила зображення птахів та інших диких істот.   Посилання Волчка беруться з російської андерграунд культури, навіть коли самі повідомлення є політичними: колекція SS-2018, представлена в MBFWRussia в жовтні 2017 року, була присвячена складним політичним відносинам між Росією та Україною .  Волчок-Русакович характеризує характер бренду як "російську готику", тоді як модні журнали вважають це прикладом пострадянської естетики.  

## Визнання
Волчок був одним з перших російських брендів вуличного одягу, який взяв участь у великих модних показах.  З 2016 року він бере участь у сезонних заходах Mercedes-Benz Fashion Week Russia та виставці Pitti Uomo у Флоренції, Італія, у січні 2018 року.  Волчок отримав численні  згадки у журналах Vogue, L'Officiel, Fashionista та інших модних журналах, а також The Calvert Journal, орієнтованому на Новий Схід, як помітний представник російської модної сцени та частина нової хвилі російської моди.   Після MBFWRussia в березні 2018 року репортер iD Rae Witte назвав колекцію Volchok FW 2018—19 найцікавішою колекцією вуличного одягу , а співавтор  Dee Moran визнав Волчок потенційним суперником Гоші Рубчинського .  

## Магазини
Волчок працює в магазинах у Москві (Хлебозавод №9), Санкт-Петербурзі (Бертольд Центр), Барселоні та Києві .    